# Peter Ejlerskov
Peter Ejlerskov (født 1964 i Aarhus-bydelen Viby) er en maler, grafiker, skulptør og
autodidakt kunstner samt uddannet grafisk designer.
Peter Ejlerskov arbejder med maleri, tegning, keramik og glas. Har desuden lavet flere store udsmykninger, blandt andre Læsø Kur og Helse i samarbejde med Friis og Moltke og illustreret bøger, digtsamlinger etc.
Udvalgte udstillinger
Separatudstilling Dronninglund Kunstcenter
Gruppeudstilling/auktion KUNSTEN, Museum of Modern Art Aalborg
Separatudstilling Jens Nielsen og Olivia Holm-Møller Museet
Nordart International Art Exhibition, DE
Separatudstilling Frederikshavn Kunstmuseum
Gruppeudstilling/auktion AroS, Aarhus Kunstmuseum
Collective exhibition, Galeria Krabbe, Frigiliana Málaga, ES
Separatudstillng Galleri Provence

## Udgivelser
Publikationer
143 mtr./ISBN 978-87-92539-38-0
SPOR, ISBN 978-87-91822-99-5
Skitser, ISBN 978-87-92539-14-4
Vand. Salt. Ø, ISBN 978-87-991932-2-6
ESSE, 978-87-991932-0-2
"Øvrige"
Moment, katalog Frederikshavn Kunstmuseum
KIC Nord Art, Int. Exhibition 2009, D